# Lapiaz

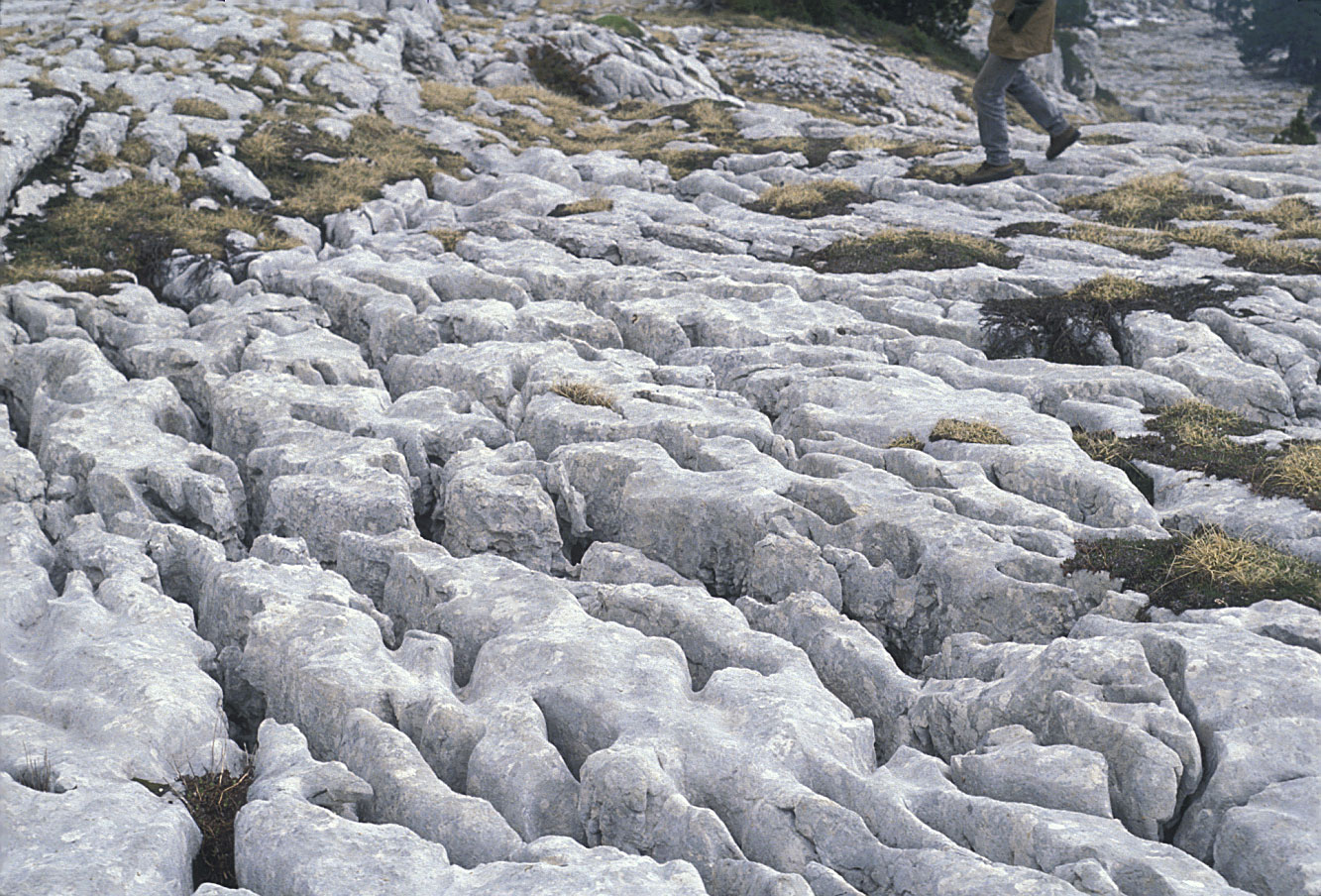
Lapiaz a la muntanya Dent de Crolles, a l'Isèra, als Alps francesos

El lapiaz, anomenat també rascler, esquetjar i rellar, cairissa en llengua d'oc, lenar en euskara i limestone pavement ('paviment de pedra calcària') en anglès, és una formació geològica de superfície, típica dels paisatges càrstics, que es pot produir en les roques calcàries i en les dolomítiques.
El nom de lapiaz prové del francès del Cantó del Jura, a Suïssa, una zona on aquestes formacions rocoses són dominants. Altres llengües l'han adoptat, com ara el neerlandès, el portuguès, el romanès o el polonès.
Aquest fenomen es deu a l'erosió càrstica causada per les aigües de pluja enriquides en diòxid de carboni. Es manifesta en una multitud de solcs rectilinis o sinuosos que segueixen els pendents de la roca, i en escletxes i esquerdes més profundes que poden dividir la roca en blocs.

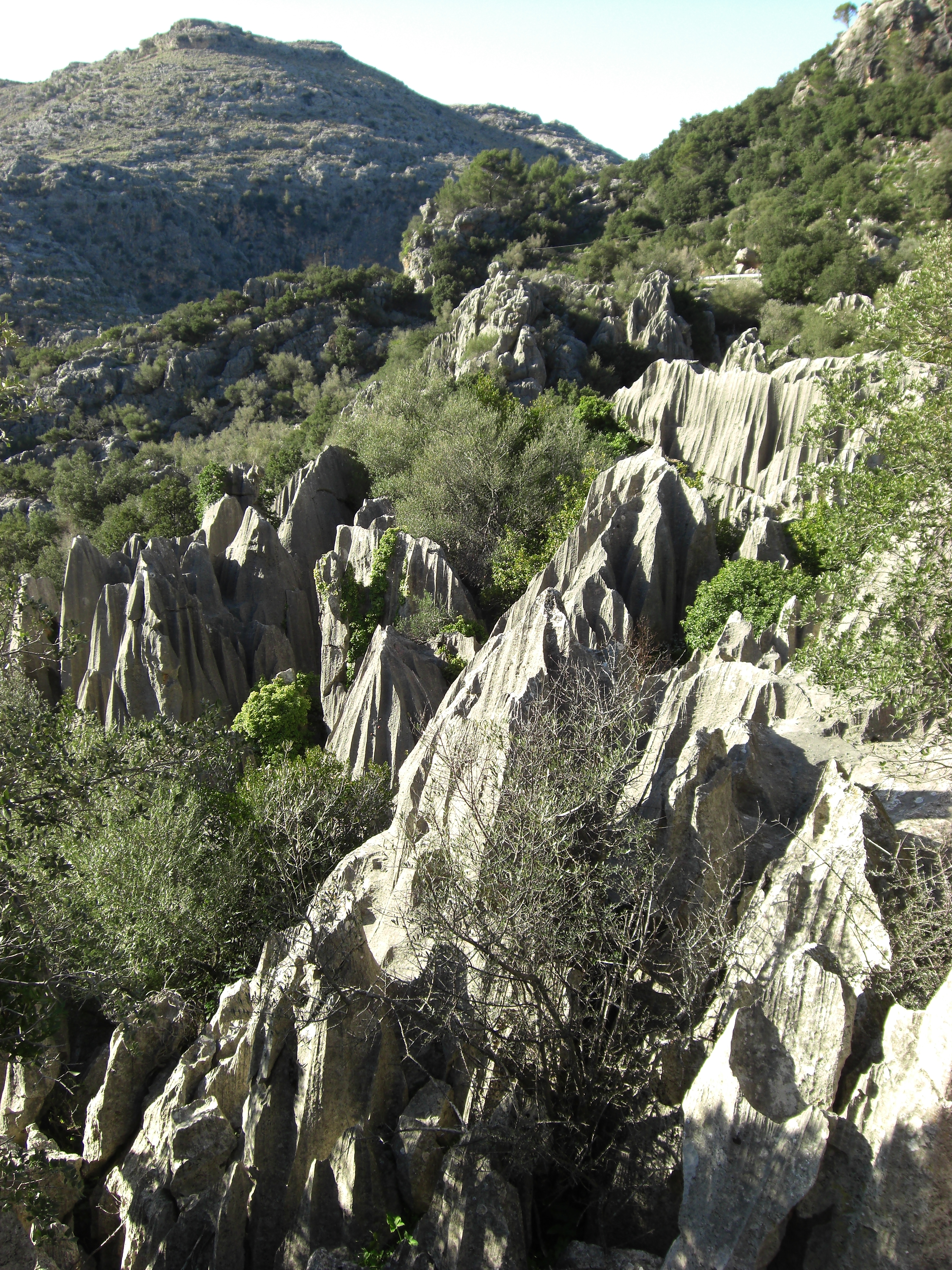
Esquetjar al terme d'Escorca, a Mallorca

És un tipus de morfologia càrstica molt ben representada a Mallorca (i principalment a la Serra de Tramuntana) tant per abundància com per varietat, atesa la natura càrstica de l'illa. Les superfícies de microlapiaz s'hi produeixen en ambients àrids pròxims a la costa i a llocs on sovinteja la rosada. Abunden les formes estriades i acanalades, però també cavitats irregulars, pouets, cubetes i forats. Si la formació del lapiaz és perllongada en el temps es generen grans superfícies pràcticament intransitables i plenes de crestes esmolades i piràmides de roca. Són freqüents a Bàlitx, Montcaire, la Calobra, Turixant, Menut, Mortitx i entorn de la Torre de Lluc. A Mallorca, els camps de lapiaz reben el nom d'esquetjars (derivat d'esquetja 'encletxa') o rellars (derivat de rella).